# Eupithecia costiconvexa
Eupithecia costiconvexa är en fjärilsart som beskrevs av Inoue 1979. Eupithecia costiconvexa ingår i släktet Eupithecia och familjen mätare. Inga underarter finns listade i Catalogue of Life.